# Аліда Дора Ґажо
Аліда Дора Ґажо (18 квітня 2000 , Будапешт ) — угорська спортсменка, веслувальниця-байдарочниця, срібна та бронзова призерка Олімпійських ігор 2024 року.

## Виступи на Олімпіадах
| Олімпіада  | Дисципліна                    | Місце |
| ---------- | ----------------------------- | ----- |
| Париж 2024 | байдарки-одиночки, 500 метрів | 6     |
| Париж 2024 | байдарки-двійки, 500 метрів   | 2     |
| Париж 2024 | байдарки-четвірки, 500 метрів | 3     |

## Зовнішні посилання
- Аліда Дора Ґажо на сайті International Canoe Federation (англійська)